# Garema
Garema är en ort i Australien. Den ligger i kommunen Forbes och delstaten New South Wales, i den sydöstra delen av landet, omkring 300 kilometer väster om delstatshuvudstaden Sydney. Orten hade 84 invånare år 2021.
Närmaste större samhälle är Forbes, omkring 20 kilometer norr om Garema. 